# Yuzuki Yamato
Yuzuki Yamato (japanisch 大和 優槻 Yamato Yuzuki; * 16. Juli 2003 in der Präfektur Chiba) ist ein japanischer Fußballspieler.

## Karriere
Yuzuki Yamato erlernte das Fußballspielen in der Jugendmannschaft des Erstligisten Kashiwa Reysol. Seinen ersten Vertrag unterschrieb er am 1. Februar 2022 bei Ventforet Kofu. Der Verein aus Kōfu, einer Stadt in der Präfektur Yamanashi, spielt in der zweiten japanischen Liga. Sein Zweitligadebüt gab er am 14. Mai 2022 (16. Spieltag) im Heimspiel gegen den Renofa Yamaguchi FC. Hier wurde er in der 88. Minute für Iwana Kobayashi eingewechselt. Das Spiel endete 1:1. Nach sieben Ligaspielen wechselte er im Februar 2024 für eine Spielzeit zum Drittligisten Iwate Grulla Morioka. Für Iwate bestritt er 25 Drittligaspiele. Am Ende der Saison musste er mit dem Verein aus Morioka in die vierte Liga absteigen. Die Saison 2025 wurde er an den Drittligisten FC Ryūkyū verliehen.